# Crossocheilus klatti
Crossocheilus klatti är en fiskart som först beskrevs av Kosswig, 1950.  Crossocheilus klatti ingår i släktet Crossocheilus och familjen karpfiskar. IUCN kategoriserar arten globalt som otillräckligt studerad. Inga underarter finns listade i Catalogue of Life.